# 快盗スズメ (お笑いコンビ)
快盗スズメ（かいとうスズメ）は、吉本興業所属のお笑いコンビ。2006年結成。NSC東京校12期生。

## メンバー
関和紀（せき かずき、1982年2月11日（43歳） - ）
鹿児島県大島郡伊仙町出身
立ち位置は主に右。ボケ担当。
趣味は三国志の知識を得ること、ルパン三世の映画を見ること、スノーボード
特技は野球、バレーボール、ギター
白川誠（しらかわ まこと、1981年7月17日（44歳） - ）
鹿児島県鹿児島市出身
立ち位置は主に左。ツッコミ担当。
趣味はビリヤード、スノーボード、水泳
特技はバルーンアート、サッカー、フットサル
妻はバルーンアート芸人のウッチィ。

## 略歴
- 鹿児島県の姉妹県青少年ふれあい事業内の交流会にて出会い、白川の誘いによりコンビ結成。
- 2006年、NSC東京校12期生出身。
- 2017年、快盗スズメのコンビ名に改名。元々は怪盗スズメのコンビ名で活動していたが、NSC大阪33期生で吉本興業所属の占い芸人アポロン山崎の占いによって、画数が悪いと診断されたため、コンビ名の漢字表記を改名した。
- 2021年、地域おこし協力隊として山口県美祢市に移住し、山口県住みます芸人として活動。白川の妻であるウッチィもともに就任している[1]。

## コンビ活動
- ネタは主に漫才。白川の特技であるバルーンアートを使用したネタもしている。
- 関はお笑いだけでなく、舞台出演や映画出演など役者としても活動をしている。
- 白川は2014年より風船芸人松下笑一に師事しバルーンアートを始め、2017年にはバルーンアート全国大会「ツイスターズin茨城」のワンバルーン部門において全国準優勝をする。

## 出演

### テレビ番組
- 初詣!爆笑ヒットパレード（フジテレビ、2008年1月1日）（白川のみ）
- お助け屋☆陣八（日本テレビ、2013年放送）（関のみ）
- ラブホの上野さん（フジテレビ、2017年放送）（白川のみ）

### 映画
- 20世紀少年（2008年）(コンビ共に)
- 青銅の基督（監督：秋原北胤、2016年）（コンビ共に）
- 忍性（監督：秋原北胤、2016年）（コンビ共に）

### Web動画
- ダンボール戦士ガンダム相撲
- よしもと検索芸人[2][3]

### ライブ
- ヨシモト∞バルーン倶楽部Presents 吉本∞風船ライブ（2016年5月3日、東京都渋谷区、ヨシモト∞ホール）[4]

### イベント
- 第31回葛飾区産業フェア（2015年10月17日、10月18日、10月24日、10月25日、東京都葛飾区、城東地域中小企業振興センター）
- 第9回喜連川矯正展（2017年10月28日、栃木県さくら市、喜連川社会復帰促進センター）